# Allen Newell
Allen Newell (n. 19 martie 1927 — 19 iulie 1992) a fost un cercetător american în domeniul informaticii și științelor cognitive care a lucrat pentru corporația RAND și pentru catedra de informatică de la Universitatea Carnegie Mellon. A contribuit la proiectul Information Processing Language (1956) și la două dintre primele programe de inteligență artificială, Logic Theorist (1956) și Rezolvitorul General de Probleme (1957) (cu Herbert Simon). A primit din partea ACM Premiul A.M. Turing împreună cu Herbert Simon în 1975 pentru contribuțiile lor deschizătoare de drumuri în inteligența artificială și în psihologia proceselor cognitive umane.
1. 1 2 3 4 5   http://amturing.acm.org/award_winners/newell_3167755.cfm, accesat în 6 martie 2016 Lipsește sau este vid: |title= (ajutor)